# Акант (орнамент)
Ака́нт', также аканф, аканфа (др.-греч. ἄ-καμπτος, ἄκανθα — «негибкий», шип, колючка, (лат. acanthus) — род растений семейства акантовые (Acanthaceae), произрастающих в тропических и субтропических регионах Старого Света, в регионе Средиземноморья и Передней Азии. Бытовое название «медвежья лапа». Имеет узкие, острые, с колючками листья. В античном искусстве — один из наиболее распространённых мотивов архитектурного декора и элемент орнамента.
В античности акант использовали в качестве элемента орнамента архитектурных фризов, акротериев, киматиев, наряду с пальметтой в росписях керамических ваз и в торевтике. В отличие от греков, римляне чаще использовали мотив (лат. acanthus mollis), или «медвежья лапа»? — особенной разновидности этого растения с широкими изогнутыми и разветвлёнными листьями. Они сделали его элементом пышной капители коринфского и композитного ордеров. Такие капители особенно декоративны, их использовали и позднее, в архитектуре итальянского Возрождения и барокко.
Форма аканта необычайно пластична, это обеспечило ей долгую жизнь в искусстве. В византийской архитектуре мотив аканта в качестве символа жизни использовали для декорации резных каменных, так называемых «кубоватых капителей». В эпоху классицизма и неоклассицизма акант стал одним из «формальных носителей» стилизаций призванных обозначать связь с традициями античности.

## Символика
Символика аканта многозначна. Древние греки считали, что акант растёт на могилах героев. Так, по одной из версий, появился орнаментальный мотив на коринфских капителях. Однако известно, что «у древних были венки позора: на доносчиков и обманщиков надевали венки из аканта (травянистого растения), на прелюбодеев — из овечьей шерсти».
В Средние века средневековом искусстве изображение аканта ассоциировалось с чертополохом и терновым венцом, напоминающем о страданиях Христа. Поэтому такой мотив был одновременно символом жизни, динамики, роста и осознания греха, боли, сострадания к ближнему. «Именно такой смысл, параллельный письменному тексту, приобрёл мотив аканта в книжной миниатюре средневековья, в частности, винчестерской и парижской школ». Подобная символика усиливалась древним поверьем в то, что лист аканта — «это рог растущей луны».
В готической архитектуре — в декоре архивольтов арок и капителей колонн — акант, так же как мотив астверка, динамичен и натуралистичен, хотя его и высекали из твёрдого камня. Лист аканта в качестве символа жизни, движения и роста, — атрибут аллегории почитания изящных искусств.
- Лист аканта и его стилизация. Схематический рисунок
- Листья аканта на капители коринфского ордера Памятника Лисикрата в Афинах. 334 г. до н. э.
- Капитель храма Св. Софии в Константинополе. «Сады Св. Софии», Стамбул
- Византийская капитель. Археологический музей, Стамбул
- Капитель базилики Сант-Аполлинаре-Нуово в Равенне. Начало VI века
- Капитель храма Теодориха. Лоджия Нуова, Равенна
- Ваза. IV в. н. э. Серебро. Британский музей, Лондон